# Carabus talychensis
Carabus talychensis (sin. Carabus talyschensis, orth. var.) es una especie de insecto adéfago del género Carabus, familia Carabidae. Fue descrita científicamente por Gautier en 1866.
Habita en Azerbaiyán e Irán.